# La Ceiba, Hidalgo
La Ceiba är en ort i Mexiko.   Den ligger i kommunen Huazalingo och delstaten Hidalgo, i den sydöstra delen av landet, 190 km norr om huvudstaden Mexico City. La Ceiba ligger 249 meter över havet och antalet invånare är 210.
Terrängen runt La Ceiba är huvudsakligen kuperad, men norrut är den platt. Runt La Ceiba är det ganska tätbefolkat, med 96 invånare per kvadratkilometer. Närmaste större samhälle är Huejutla de Reyes, 10,5 km norr om La Ceiba. I omgivningarna runt La Ceiba växer i huvudsak städsegrön lövskog.